# Adrià Carrasco i Tarrés

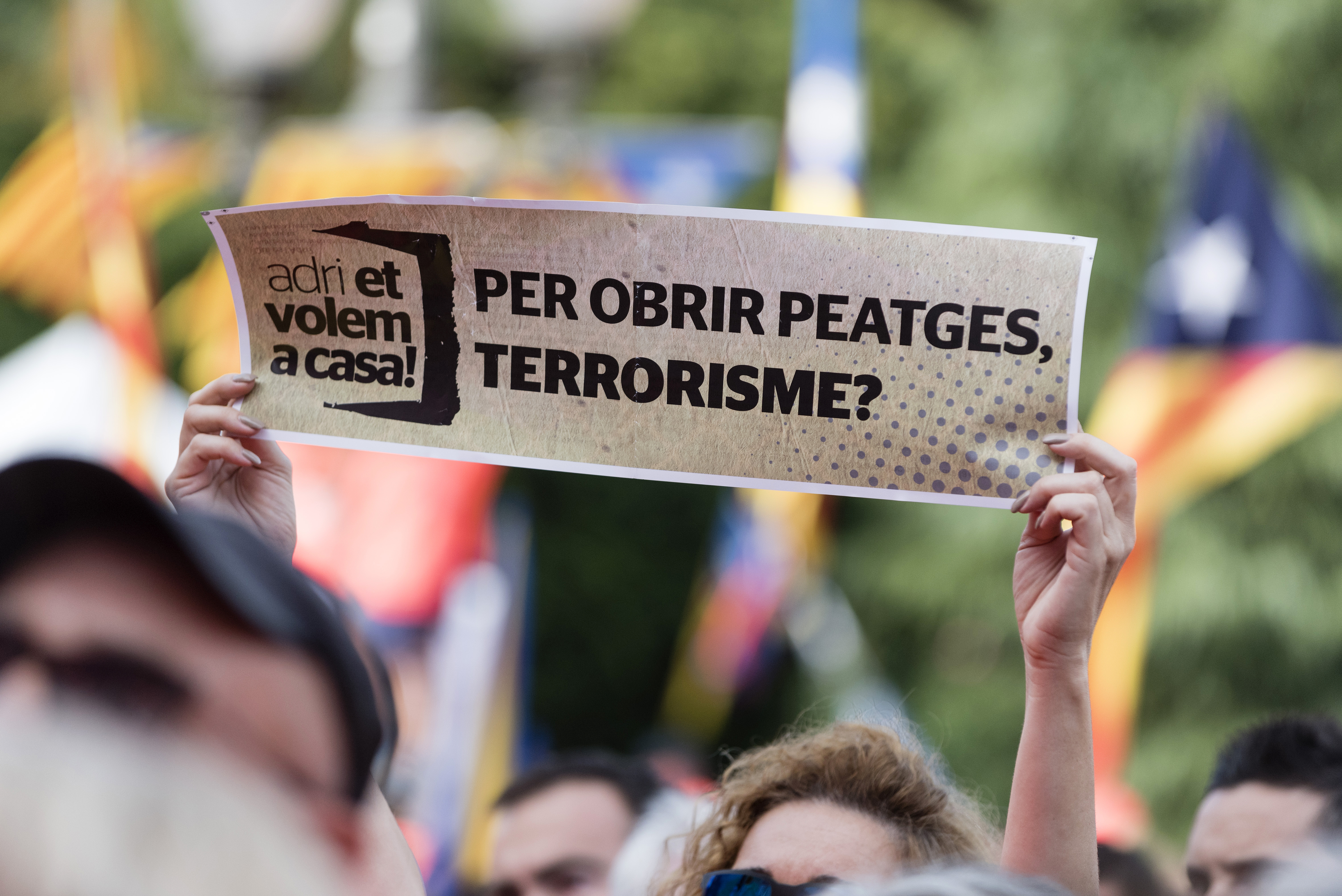
Cartell en suport a la campanya Adri et volem a casa, en la manifestació Fem la República Catalana, 11 de setembre de 2018

Adrià Carrasco i Tarrés (Esplugues de Llobregat, 9 de setembre de 1992), conegut com a Adri Carrasco, és un tècnic de so i activista català. Membre del Comitè de Defensa de la República de Catalunya al municipi d'Esplugues de Llobregat des de 2017. Va viure exiliat a Brussel·les a causa d'una ordre de detenció a Espanya pels delictes de rebel·lió, sedició i terrorisme. Després de més de 1000 dies i el sobreseïment provisional de la causa, Adrià Carrasco va poder tornar a casa.

## Intent d'arrest
La matinada del 10 d'abril de 2018, la Guàrdia Civil es va presentar a casa seva amb l'objectiu de detenir-lo, igual que van fer amb Tamara Carrasco. Els agents van amenaçar de tirar la porta a terra, però l'Adri va poder agafar unes vambes i uns pantalons i va marxar de l'edifici. Se l'acusava de terrorisme, rebel·lió i sedició per haver participat en els talls de carretera i en l'obertura de peatges organitzats pels Comitès de Defensa de la República coincidint amb les operacions de sortida i retorn de la Setmana Santa de 2018.
Des de llavors, la seva desaparició va impulsar la creació de la plataforma de suport «Adri et volem a casa». En una carta a aquest grup de suport, a principis de juny, Adrià Carrasco va comunicar que es trobava a l'estranger. La mateixa entitat va convocar una manifestació a Barcelona el 23 de juliol, coincidint amb els seus 100 dies fora de casa.
Carrasco va donar a conèixer la seva situació d'exili en una roda de premsa a Brussel·les el setembre del 2018. Va explicar que havia fugit a Bèlgica en considerar que a Espanya no tindria un judici just. El seu equip legal està format per Christophe Marchand i Gonzalo Boye, els mateixos advocats que defensen el raper Valtònyc i el president Carles Puigdemont. En la manifestació Fem la República Catalana, l'11 de setembre de 2018, va intervenir en els parlaments la mare d'Adrià Carrasco, Núria Tarrés, que va fer una crida a «plantar cara a la por per assolir un país lliure».

## Retorn de l'exili
L'11 gener de 2021, Adrià Carrasco va tornar de l'exili després de gairebé tres anys a Bèlgica quan el Jutjat d'Instrucció número 3 de Granollers va arxivar el seu cas en considerar que «no hi ha proves que acreditin cap delicte». El retorn el va fer públic el grup de suport en una conferència de premsa davant del Tribunal Superior de Justícia de Catalunya pocs dies després que Carrasco hagués arribat als mil dies d'exili a Bèlgica. El mateix dia es va convocar una concentració de suport a l'Ajuntament d'Esplugues.